# 纳塔罗阇

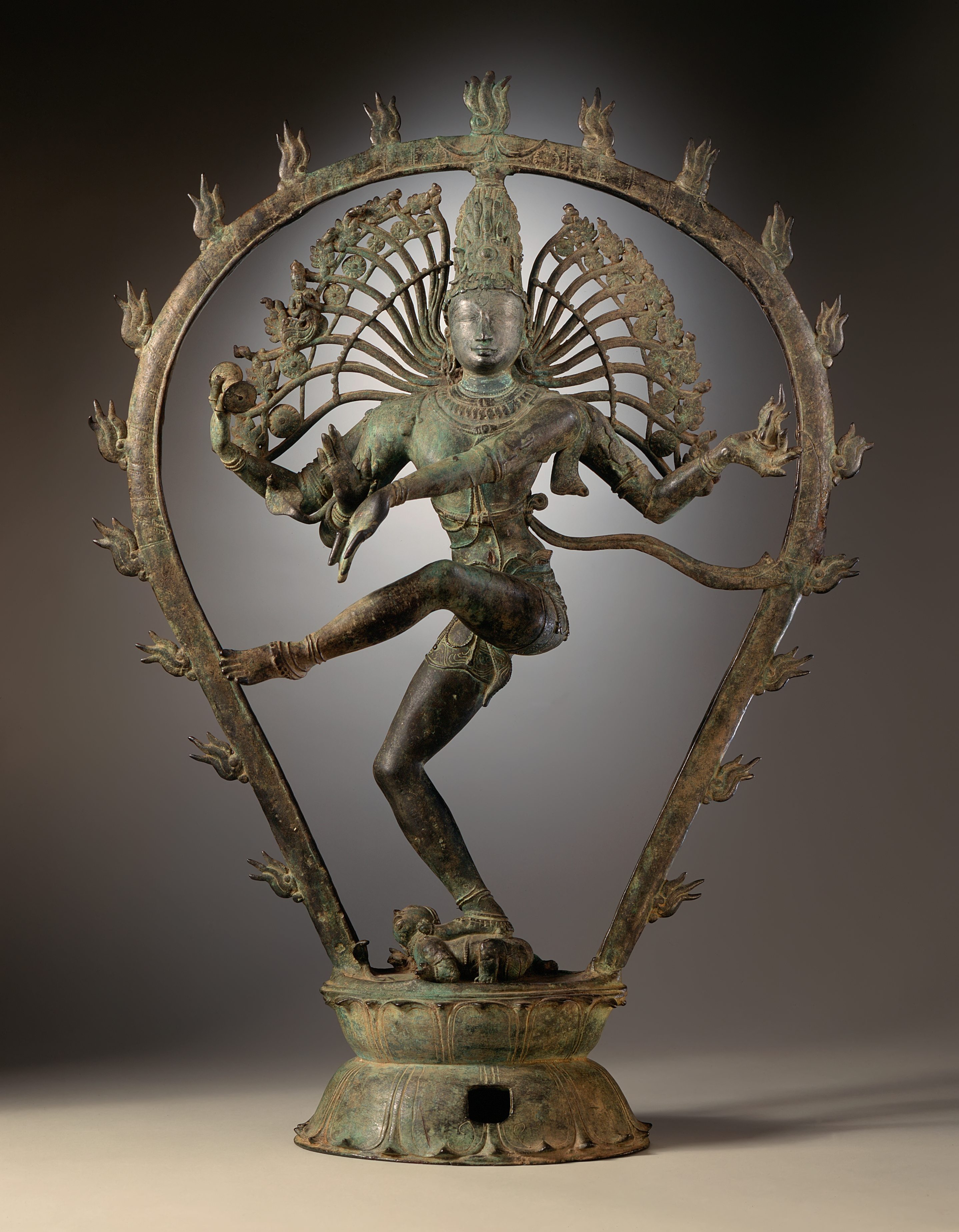
10世紀朱罗王朝的一個濕婆銅像，藏於洛杉磯郡藝術博物館。

纳塔羅闍( 梵文 Naṭarāja, 泰米爾文: "நடராசர்" or Kooththan கூத்தன்)，按照梵文，即“舞王”之意，指善於舞蹈的印度教毁滅之神濕婆，其舞又稱宇宙之舞或毀滅之舞，舞蹈是濕婆的一個狀態，祂作為一個舞者去完成祂的神舞，以摧毁一個疲憊的宇宙，並為了創造之神梵天啟動創世過程而作出準備。

## 形態
濕婆會單腳站立踩在阿跋摩羅(侏儒樣子的惡魔代表愚昧以及無知)上並抬起另一足，雙手擺出優雅的姿態，而身體外則環著一圈火環代表著宇宙的毀滅。